# Campeonato Europeo de Natación de 1947
El VI Campeonato Europeo de Natación se celebró en Mónaco entre el 10 y el 14 de septiembre de 1947 bajo la organización de la Liga Europea de Natación (LEN) y la Federación Monegesca de Natación.

## Resultados de natación

### Masculino
| Evento          | Oro                                                                                   | Plata                                                                      | Bronce                                                             |
| --------------- | ------------------------------------------------------------------------------------- | -------------------------------------------------------------------------- | ------------------------------------------------------------------ |
| 100 m libre     | Alex Jany Francia 56,9                                                                | Per-Olof Olsson · Suecia · 58,8                                            | Elemér Szathmáry Hungría 59,6                                      |
| 400 m libre     | Alex Jany Francia 4:35,2                                                              | György Mitró Hungría 4:50,4                                                | Miroslav Bartůšek Checoslovaquia 4:51,4                            |
| 1500 m libre    | György Mitró Hungría 19:28,0                                                          | Ferenc Vörös Hungría 20:07,0                                               | Marijan Stipetić Yugoslavia 20:08,5                                |
| 100 m espalda   | Georges Vallerey Francia 1:07,6                                                       | Gyula Válent Hungría 1:10,5                                                | Jiří Kovář Checoslovaquia 1:10,5                                   |
| 200 m braza     | Roy Romain Reino Unido 2:40,1                                                         | Anton Cerer Yugoslavia 2:41,6                                              | Sándor Németh Hungría 2:46,2                                       |
| 4 × 200 m libre | Suecia · Per-Olof Olsson · Martin Lundén · Per-Olof Östrand · Olle Johansson · 9:00,5 | Francia Alexandre Jany Charles Babey Georges Vallerey Jean Vallerey 9:00,7 | Hungría Imre Nyéki Géza Kádas György Mitró Elemér Szathmáry 9:01,0 |

### Femenino
| Evento          | Oro                                                                        | Plata | Bronce                                                                             |
| --------------- | -------------------------------------------------------------------------- | --- | ---------------------------------------------------------------------------------- |
| 100 m libre     | Fritze Nathansen Dinamarca 1:07,8                                          | Johanna Termeulen · Países Bajos · 1:08,1                                                                    | Greta Andersen Dinamarca 1:08,3                                                    |
| 400 m libre     | Karen Margrete Harup Dinamarca 5:18,2                                      | Catherine Gibson Reino Unido 5:19,8                                                                          | Fernande Caroen · Bélgica · 5:20,9                                                 |
| 100 m espalda   | Karen Margrete Harup Dinamarca 1:15,9                                      | Catherine Gibson Reino Unido 1:116,5                                                                         | Iet van Feggelen · Países Bajos · 1:18,0                                           |
| 200 m braza     | Nel van Vliet · Países Bajos · 2:56,6                                      | Éva Székely Hungría 2:57,9                                                                                   | Jannie de Groot · Países Bajos · 3:00,5                                            |
| 4 × 100 m libre | Dinamarca Elvi Svendsen Karen Harup Greta Andersen Fritze Nathansen 4:32,3 | Países Bajos · Margot Marsman · Irma Heijting-Schuhmacher · Marie-Louise Vaessen · Hannie Termeulen · 4:36,0 | Reino Unido Catherine Gibson Lillian Preece Nancy Riach Margaret Wellington 4:37,1 |

### Medallero
| Núm. | País           | Oro | Plata | Bronce | Total |
| ---- | -------------- | --- | ----- | ------ | ----- |
| 1    | Dinamarca      | 4   | 0     | 1      | 5     |
| 2    | Francia        | 3   | 1     | 0      | 4     |
| 3    | Hungría        | 1   | 4     | 3      | 8     |
| 4    | Países Bajos   | 1   | 2     | 2      | 5     |
| 5    | Reino Unido    | 1   | 2     | 1      | 4     |
| 6    | Suecia         | 1   | 1     | 0      | 2     |
| 7    | Yugoslavia     | 0   | 1     | 1      | 2     |
| 8    | Checoslovaquia | 0   | 0     | 2      | 2     |
| 9    | Bélgica        | 0   | 0     | 1      | 1     |
|      | TOTAL          | 11  | 11    | 11     | 33    |

## Resultados de saltos

### Masculino
| Evento          | Oro                                  | Plata                                   | Bronce                             |
| --------------- | ------------------------------------ | --------------------------------------- | ---------------------------------- |
| Trampolín 3 m   | Roger Heinkele Francia 126,71 pts.   | Svante Johansson · Suecia · 118,88 pts. | László Hidvégi Hungría 114,50 pts. |
| Plataforma 10 m | Thomas Christiansen Dinamarca 105,55 | Lennart Brunnhage · Suecia · 98,85      | Louis Marchant Reino Unido 95,32   |

### Femenino
| Evento          | Oro                                  | Plata                                  | Bronce                                    |
| --------------- | ------------------------------------ | -------------------------------------- | ----------------------------------------- |
| Trampolín 3 m   | Madeleine Moreau Francia 100,43 pts. | Alma Staudinger · Austria · 90,67 pts. | Jeannette Aubert-Pinel Francia 86,78 pts. |
| Plataforma 10 m | Nicole Pellissard Francia 60,03      | Eileen Szagot Hungría 59,86            | Alma Staudinger · Austria · 58,02         |

### Medallero
| Núm. | País        | Oro | Plata | Bronce | Total |
| ---- | ----------- | --- | ----- | ------ | ----- |
| 1    | Francia     | 3   | 0     | 1      | 4     |
| 2    | Dinamarca   | 1   | 0     | 0      | 1     |
| 3    | Suecia      | 0   | 2     | 0      | 2     |
| 4    | Austria     | 0   | 1     | 1      | 2     |
| 4    | Hungría     | 0   | 1     | 1      | 2     |
| 6    | Reino Unido | 0   | 0     | 1      | 1     |
|      | TOTAL       | 4   | 4     | 4      | 12    |

## Resultados de waterpolo
| Evento    | Oro    | Plata  | Bronce  |
| --------- | ------ | ------ | ------- |
| Masculino | Italia | Suecia | Bélgica |

## Medallero total
| Núm. | País           | Oro | Plata | Bronce | Total |
| ---- | -------------- | --- | ----- | ------ | ----- |
| 1    | Francia        | 6   | 1     | 1      | 8     |
| 2    | Dinamarca      | 5   | 0     | 1      | 6     |
| 3    | Hungría        | 1   | 5     | 4      | 10    |
| 4    | Países Bajos   | 1   | 2     | 2      | 5     |
| 5    | Reino Unido    | 1   | 2     | 2      | 5     |
| 6    | Suecia         | 1   | 4     | 0      | 5     |
| 7    | Italia         | 1   | 0     | 0      | 1     |
| 8    | Austria        | 0   | 1     | 1      | 2     |
| 8    | Yugoslavia     | 0   | 1     | 1      | 2     |
| 10   | Bélgica        | 0   | 0     | 2      | 2     |
| 10   | Checoslovaquia | 0   | 0     | 2      | 2     |
|      | TOTAL          | 16  | 16    | 16     | 48    |